# 費斯蒂峰
46°10′35.5″N 07°45′24″E / 46.176528°N 7.75667°E
費斯蒂峰（Festihorn），是瑞士的山峰，位於該國南部，由瓦萊州負責管轄，屬於本寧阿爾卑斯山脈的一部分，海拔高度3,248米，每年平均降雨量1,585毫米。

## 外部連結
- Festihorn on Hikr （页面存档备份，存于）